# NGC 110
NGC 110 (również OCL 300) – gromada otwarta znajdująca się w gwiazdozbiorze Kasjopei. Odkrył ją John Herschel 29 października 1831 roku. Jest położona w odległości ok. 4,2 tys. lat świetlnych od Słońca.